# GURKM
La Dirección General de Milítsiya de Obreros y Campesinos, abreviado como GURKM (en ruso: Главное управление рабоче-крестьянской милиции; Glávnoye upravléniye ráboche-krestianchoi militsyi) era la rama del Comisariado del Pueblo de Asuntos Internos de la Unión Soviética (NKVD) que dirigía a las tropas de policía encargada de asuntos "regulares", como la protección de civiles, protección del orden público y el combate a la delincuencia.

## Historia
Tras la Revolución de Octubre, el 8 de noviembre de 1917, por decreto del II Congreso de los Sóviets de Todas las Rusias, se formó el Comisariado del Pueblo de Asuntos Internos de la RSFS de Rusia. Tres días después, se creó el Aparato Central de la Milítsiya de Obreros y Campesinos, como parte del Departamento de Administración Local del NKVD de la RSFS de Rusia. En diciembre de 1917 se disolvió la Dirección General de Asuntos Policiales. En 1918 el Aparato Central de la Milítsiya se transformó en la "Dirección de la Milítsiya de Obreros y Campesinos", dentro del Sovnarkom de la RSFS de Rusia. Después de la formación de la URSS, se creó el 13 de agosto de 1923 la Dirección Administrativa Central. El 31 de diciembre de 1927 se liquidó la Dirección Administrativa Central de la NKVD de la RSFSR . En su lugar, se formaron un departamento de policía, un departamento de investigación criminal y un departamento de supervisión administrativa. El jefe del departamento de policía era también el jefe de la policía de la RSFSR. El 15 de diciembre de 1930, por Decreto del Comité Ejecutivo Central y del Consejo de Comisarios del Pueblo de la Unión Soviética, la NKVD de la RSFS de Rusia fue abolida.El 31 de diciembre de 1930 se formó la Dirección General de la Milítsiya de Obreros y Campesinos (GURKM) dependiente del Consejo de Comisarios del Pueblo de la RSFS de Rusia. El Reglamento de la Milítsiya establecía que las Direcciones correspondientes se creaban bajo el Consejo de Comisarios del Pueblo de todas las repúblicas.El 27 de diciembre de 1932, como modificación del Reglamento de la RKM, se aprobó el Reglamento de la Dirección General de la Milítsiya Obrera y Campesina, según el cual su Dirección Principal  fue trasladada a la jurisdicción del Directorio Político Unificado del Estado de la Unión Soviética. Pero al mismo tiempo, los principales departamentos de policía republicanos no fueron transferidos al OGPU de la URSS, sino que permanecieron bajo la jurisdicción del Consejo de Comisarios del Pueblo de las repúblicas y conservaron su independencia organizativa.
El 10 de julio de 1934 se formó el Comisariado del Pueblo de Asuntos Internos de la Unión Soviética (NVKD), donde se incluyó tanto al OGPU como al GURKM.El 26 de febrero de 1940, la Dirección General de la Milítsiya se transformó en la Dirección Principal de Policía (GUM), del NKVD de la URSS. El 3 de febrero de 1941, por decreto del Presídium del Sóviet Supremo, el GUGB se separó del NKVD de la URSS y adquirió autonomía, transformándose en el Comisariado del Pueblo de Seguridad Estatal (NKGB). El GUM se subordinó al recién formado NKGB, aunque un año después, se incluyeron nuevamente dentro del NKVD, aunque finalmente en 1943 se separó definitivamente. El 15 de marzo de 1946, el NKVD se transformó en el Ministerio de Asuntos Internos de la Unión Soviética (MVD) y el NKGB en el Ministerio de Seguridad del Estado de la Unión Soviética (MGB), según la ley aprobada "Sobre la transformación del Consejo de Comisarios del Pueblo de la URSS en el Consejo de Ministros de la URSS y los Consejos de Comisarios del Pueblo de la Unión y de las Repúblicas Autónomas en los Consejos de Ministros de la Unión y de las Repúblicas Autónomas". 

## Directores generales
| N.º | Director | Director           | Partido | Partido           | Periodo                                      | Superior                                     |
| --- | -------- | ------------------ | ------- | ----------------- | -------------------------------------------- | -------------------------------------------- |
| 1   |          | Piótr Sergievski   |         | Partido Comunista | Julio de 1923 - marzo de 1927                | Viacheslav Menzhinski                        |
| 2   |          | Iván Kiseliov      |         | Partido Comunista | 1928 - 1931                                  | Viacheslav Menzhinski                        |
| 3   |          | Iván Kashirin      |         | Partido Comunista | 1931 - 1932                                  | Viacheslav Menzhinski                        |
| 4   |          | Dmitri Usov        |         | Partido Comunista | 1932 - 27 de diciembre de 1932               | Viacheslav Menzhinski                        |
| 5   |          | Gueorgui Prokofiev |         | Partido Comunista | 27 de diciembre de 1932 - 4 de enero de 1934 | Viacheslav Menzhinski                        |
| 6   |          | Lev Belski         |         | Partido Comunista | 4 de enero de 1934 - 7 de agosto de 1937     | Viacheslav Menzhinski Guénrij Yagoda         |
| 7   |          | Vasili Chernishev  |         | Partido Comunista | 7 de agosto de 1937 - 18 de febrero de 1939  | Guénrij Yagoda Nikolái Yezhov Lavrenti Beria |
| 8   |          | Iván Serov         |         | Partido Comunista | 18 de febrero de 1939 - 29 de julio de 1939  | Lavrenti Beria                               |
| 9   |          | Pável Zuyev        |         | Partido Comunista | 29 de julio de 1939 - 14 de marzo de 1940    | Lavrenti Beria                               |
| 10  |          | Aleksandr Galkin   |         | Partido Comunista | 14 de marzo de 1940 - 15 de marzo de 1946    | Lavrenti Beria                               |